# 下关区

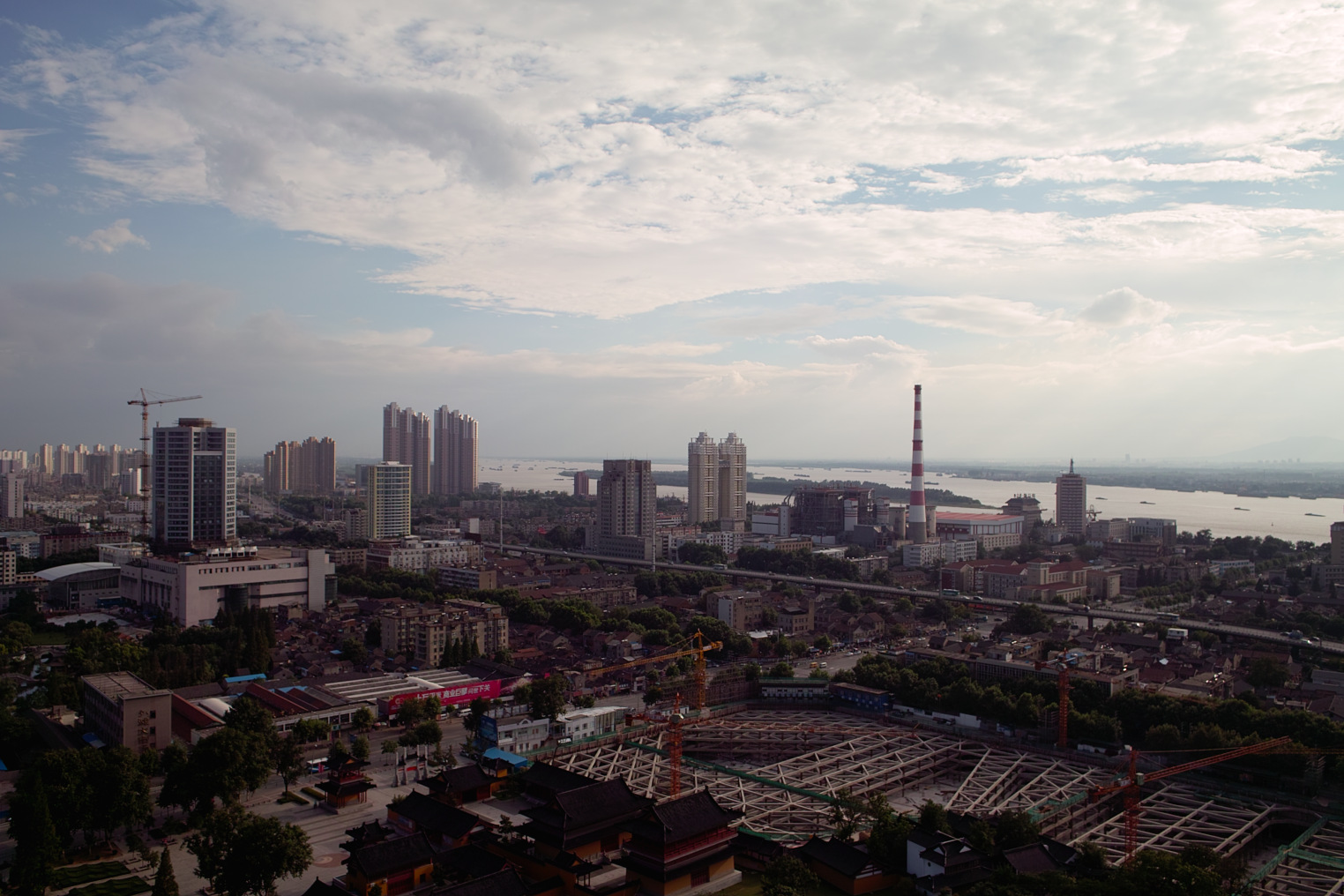
从阅江楼向西远眺

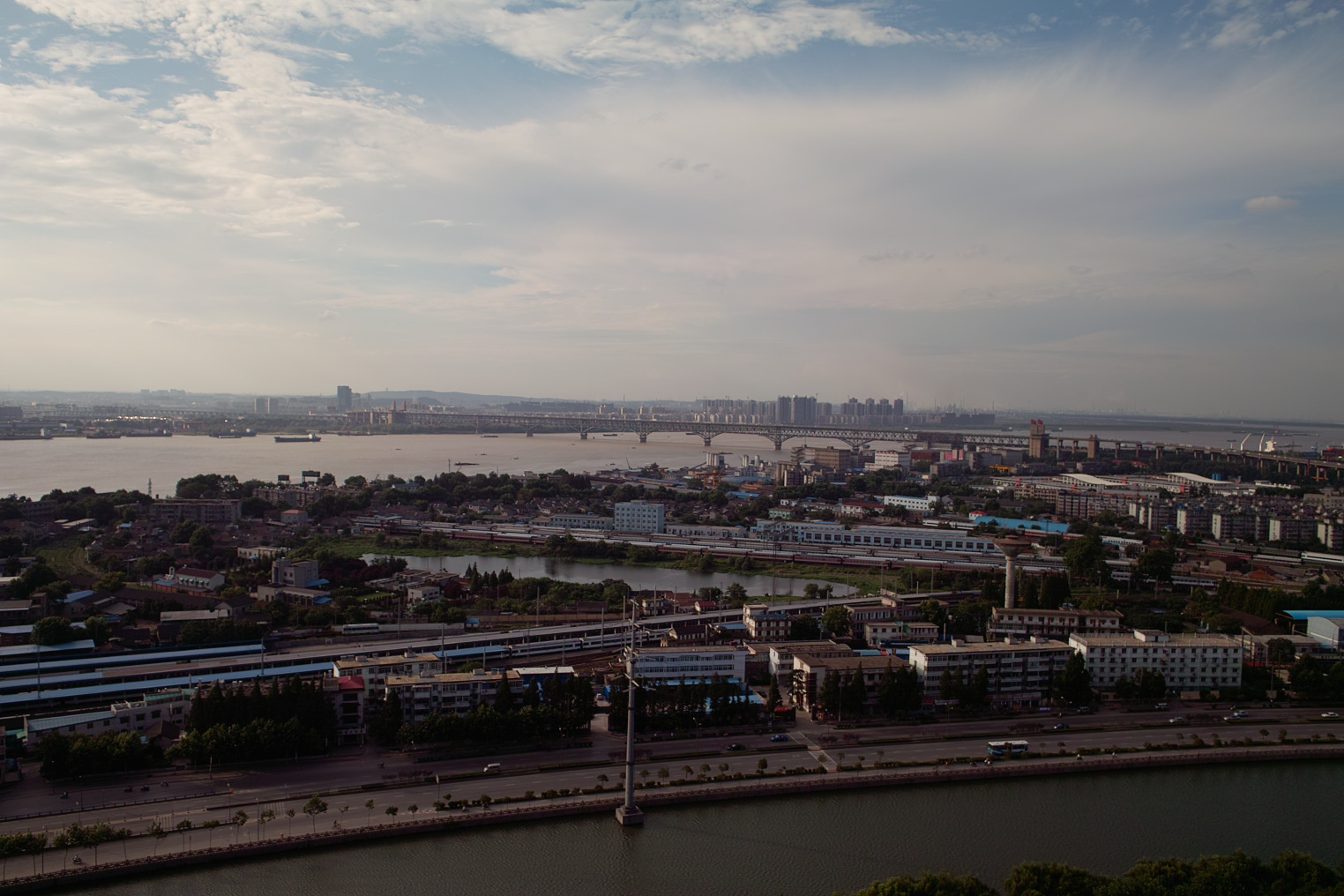
从阅江楼向北远眺

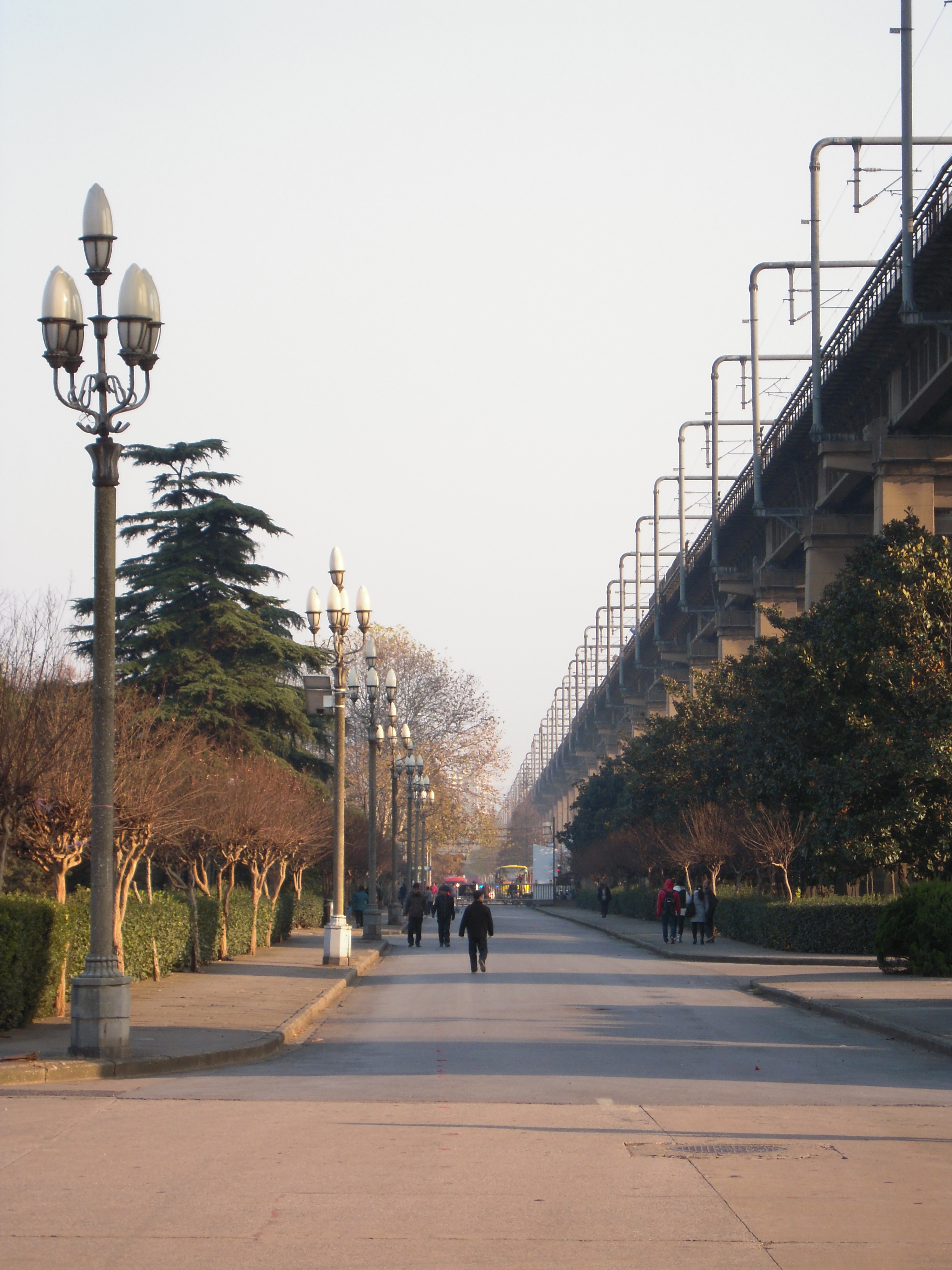
大桥公园

下关区是中华人民共和国江蘇省南京市曾经设立的市辖区，于2013年撤销，与鼓楼区合并为新的鼓楼区。原下关区位于主城区西北部、长江南岸，南接鼓楼区、玄武区，东接栖霞区，西北沿江，对岸是浦口区。

## 历史
“下关”是南京地名，原为明代洪武元年（1368年）在龙江设立的征税关卡“龙江关”，郑和下西洋的船队就在龙江关出发。宣德四年（1429年）在上新河设上新河关后，民间称地处上游的上新河关为“上关”、地处下游的龙江关为“下关”。下关逐渐成为三汊河（秦淮河入江河口）至上元门沿江地带的地名。
下关是鸦片战争时英国进攻的最后一个地点，在静海寺签订了中英南京条约（1842年）。1899年南京在下关开辟通商口岸，外商沿江开设怡和码头、太古码头、美最时码头和日清码头，以及英资和记洋行。1906年沪宁铁路通车，在下关建成下关火车站，下关成为全国性的水陆交通枢纽和南京市的新兴商业区。1937年12月，下关是抗日戰爭中侵華日軍进行南京大屠杀的主要屠殺場地之一。1968年10月1日，横跨下关—浦口江面的南京长江大桥通车。
下关区源于民国时期设立的第七区。1933年，南京城西北城墙外沿江的下关地区被划设为第七区，范围为“下关扬子江心以东，护城河、回龙庵、水关桥以西，和记码头以南，三汊河以北”。中华人民共和国成立后，1950年6月在下关改设第六区，1955年8月改名下关区，“文化大革命”中的1967年3月至1973年11月改称东方红区，后恢复下关区原名。1984年，下关区划出定淮门外的秦淮河滩地，划入原属栖霞区的迈皋桥公社的金陵大队、大桥大队、小市镇的水关桥和建宁路，划入原属鼓楼区的多伦路、黄土山、盐仓桥，下关区辖区扩展入城。1995年4月，划入原属栖霞区的小市镇、迈皋桥镇的五塘村和中保村一部。全区总面积30.91平方公里，其中陆地面积为24.29平方公里，长江水域面积为6.62平方公里，沿江岸线有9.3公里。人口28万。区政府驻商埠街17号。

## 街道办事处
- 阅江楼
- 热河南路
- 建宁路
- 宝塔桥
- 小市
- 幕府山

## 交通
南北交通大动脉京沪铁路和长江黄金水道在此交汇。沿长江是南京港的港区。区内有南京西站及其货场和中山码头等公共交通设施。大桥南路 — 盐仓桥一带是南京主要的公交枢纽之一，多数连接主城区和江北的公交线路由此始发。

## 旅游景点
- 阅江楼
- 挹江门
- 静海寺
- 天妃宫
- 渡江胜利纪念碑

## 民国建筑
- 和记洋行
- 圣公会道胜堂
- 海军部（江南水师学堂）
- 大马路银行建筑群
- 扬子饭店
- 江苏邮政管理局旧址
- 中国银行南京分行旧址